# Talk about tomorrow
Talk about tomorrow is een vroege single van Ekseption.
Talk about tomorrow is een lied geschreven door Huib van Kampen en Rob Kruisman. Ten tijde van de opnamen bestond de band uit diezelfde Rob Kruisman, Huib van Kampen met Hans Alta, Tim Griek en Rein van den Broek. Van de mengeling popmuziek en klassieke muziek was toen nog geen sprake. De grote verandering kwam toen Rick van der Linden tot Ekseption toetrad en toen kwam ook de eerste elpee. Wel al herkenbaar zijn de syncopen van trompettist Rein van den Broek, die ook tijdens de “klassieke” periode te horen waren.
De B-kant was Mojo Ann was eveneens van de hand van Van Kampen en Kruisman.
Talk about tomorrow haalde de Nederlandse hitparades niet.